# 学区房72小时
《学区房72小时》（英語：If You Are Happy），是一部于2019年上映的社会写实电影。由管轩、徐幸、傅淼领衔主演，2019年6月28日于中国大陆上映。

## 演员列表
| 演员姓名 | 角色名称 | 介绍 |
| 管轩     | 傅重     |      |
| 徐幸     | 牛阿姨   |      |
| 傅淼     | 刘家园   |      |
| 屠画     |          |      |